# اروین نیتس
اروین نیتس (لهستانی: Erwin Nyc; ۲۴ مهٔ ۱۹۱۴ – ۱ مهٔ ۱۹۸۸) بازیکن فوتبال اهل لهستان بود.
از باشگاه‌هایی که در آن بازی کرده‌است می‌توان به باشگاه فوتبال پولونیا ورشو اشاره کرد.
وی همچنین در تیم ملی فوتبال لهستان بازی کرده‌است.